# 103460 Dieterherrmann
103460 Dieterherrmann è un asteroide della fascia principale. Scoperto nel 2000, presenta un'orbita caratterizzata da un semiasse maggiore pari a 2,5417995 UA e da un'eccentricità di 0,0876463, inclinata di 2,93331° rispetto all'eclittica.